# Metz & Co

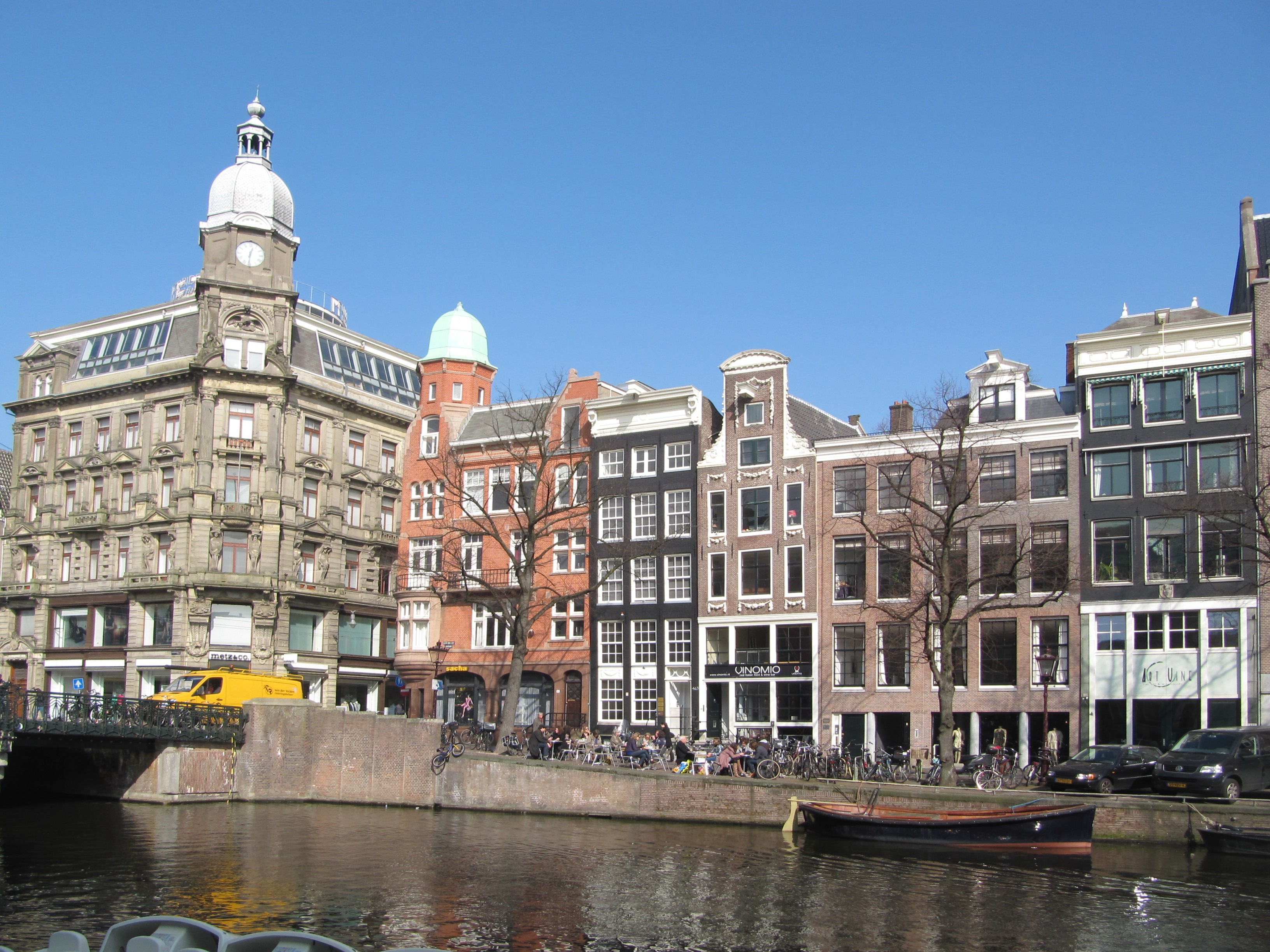
Metz & Co op de Keizersgracht (het gebouw links van het rijtje)

Metz & Co is een voormalig  warenhuis dat in Amsterdam was gevestigd. Het bestond vanaf de 18e eeuw, totdat het in 2013 uiteindelijk sloot. Het warenhuis was gespecialiseerd in meubelen, stoffen, kunstnijverheidsproducten, damesmode en hoeden.

## Eigenaren

### Familie Samuels
Moses Samuels, uit het Franse Metz, begon rond 1740 in de Amsterdamse Jodenbreestraat een handel in Franse zijde en andere luxe stoffen. Vanaf 1776 noemde hij zich Moses Samuels Metz. In 1794 gingen zijn drie zoons Samuel, Jonas en Daniel met de firma verder. De zoon van de eerste, Daniel Samuel Metz (1795-1878) nam vervolgens de zaak over, in 1857 gevolgd door zijn neef Isaac Magnus Cantor (1833-1905) en Aron Levie Citroen (1808-1877). Vanaf het eind van de negentiende eeuw was de naam van de firma Metz & Co.

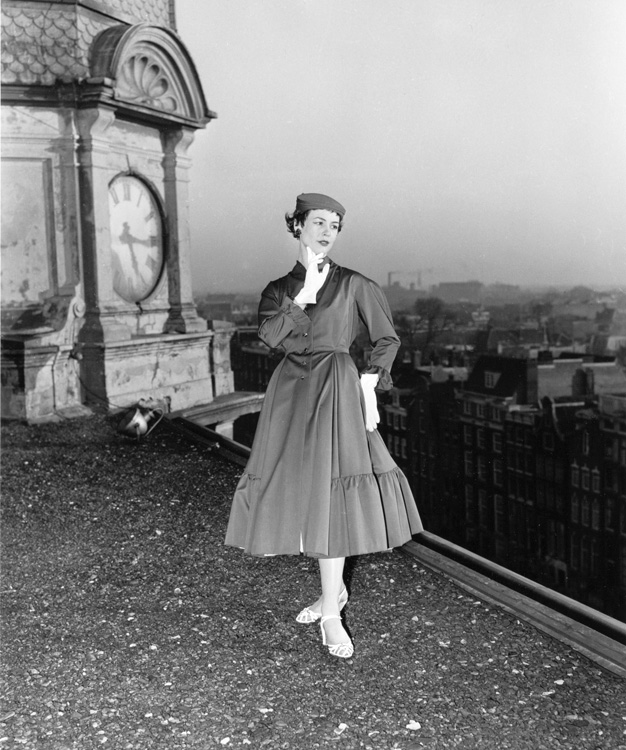
Liberty voorjaarsshow op het dak van Metz & Co, in maart 1955 (collectie IISG)

### Familie De Leeuw
Joseph de Leeuw (1872-1944) kwam als jongen in dienst bij Metz & Co en werd in 1896 mede-vennoot van Theodoor Citroen, de zoon van Aron. Joseph de Leeuw verwierf het agentschap voor Nederland van het Engelse binnenhuisinrichtingsbedrijf Liberty & Co. in Londen. Metz & Co bezigde aanvankelijk beide namen in advertenties en folders. De nauwe samenwerking zou tot 1918 duren. De Leeuw gaf vanaf 1896 het warenhuis veel aanzien en trok moderne ontwerpers aan als Ko Oud, Hendrik Wouda, Alexander Bodon, Hein Salomonson, Le Corbusier, Gerrit Rietveld, Ludwig Mies van der Rohe, Bart van der Leck en Marcel Breuer. Vanaf 1910 was hij de enige directeur en eigenaar en liet, na aankoop in 1918, het pand verbouwen tot een mode- en interieurwarenhuis met zeven verdiepingen. In 1933 liet hij op het dak door Rietveld een koepel neerzetten, waarin hij stalen buismeubelen van Gispen en Oud tentoonstelde. Binnen toonde hij o.a. kleurige stoffen van Sonia Delaunay en kleden en stoffen ontworpen door Bart van der Leck. In 1941 werd hem, Joods zijnde, de zaak ontnomen. Via Joods Tehuis Barneveld en Kamp Westerbork werd hij gedeporteerd naar Theresiënstadt, waar hij in 1944 overleed.
De zoon van Joseph, Henk, verbleef tijdens de oorlogsjaren in de Verenigde Staten en nam na de oorlog de leiding over. Naast couture werden confectiemerken als Marimekko, Jaeger, Mary Quant en Laura Ashley gevoerd. Rond 1970 sloot De Leeuw de couture-afdeling en in 1973 verkocht hij de zaak, gedwongen door hoge lonen, concurrentie en gebrek aan opvolgers aan Liberty in London.

### Liberty en daarna
Liberty veranderde in eerste instantie weinig aan de opzet van de zaak. Na Liberty waren er verschillende eigenaren en werd de verkoop sterker op mode gericht, met een shop-in-shop-formule. De meest recente eigenaar is Gerard van Koolbergen, die in maart 2013 de winkel sloot, maar aangaf plannen te hebben voor een heropening in Amsterdam-Zuid.

## Huisvesting

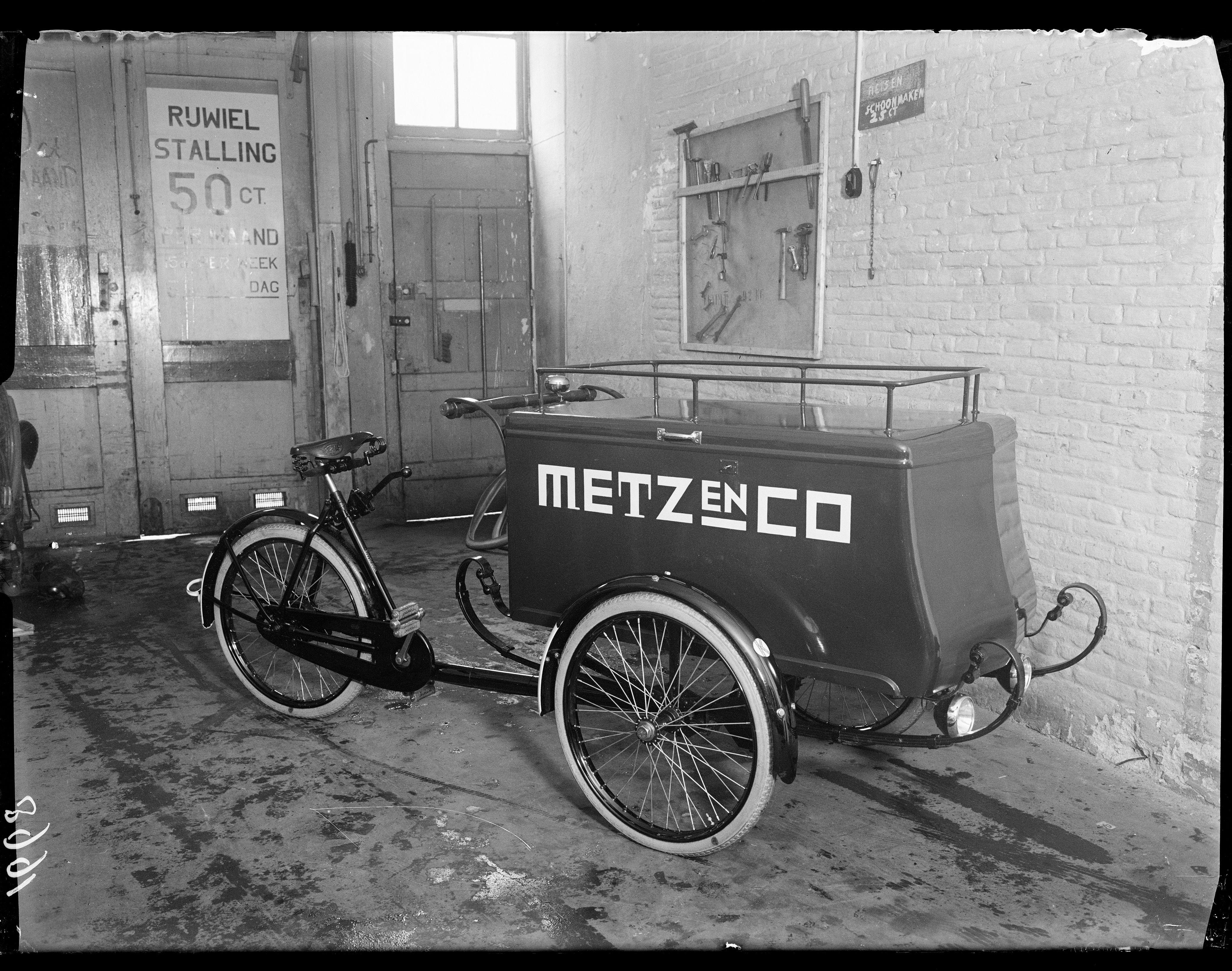
Een bakfiets van Metz & Co (foto circa 1934)

### in Amsterdam
Van de Jodenbreestraat verhuisde de zaak in 1786 naar Sint Antoniesbreestraat 51. In 1902 vestigde de firma zich op het adres Kalverstraat 185-187. Tussen 1908 en 2012 was de zaak gevestigd op de Keizersgracht 455, hoek Leidsestraat. Begin 2012 verhuisde het warenhuis naar een kleiner, tevens eigen pand in de Leidsestraat, op nummer 1-3. Het oude pand werd verbouwd tot een winkel van Abercrombie & Fitch en bleef dat tot eind 2022. Begin 2013 werd de nieuwe winkel alweer gesloten, om plaats te maken voor een Hugo Boss-store.

### Elders
Tussen 1912 en 1981 had Metz en Co een filiaal in Den Haag. In 1969 en 1970 was er een vestiging in de Groningse Herestraat, op nummer 26 en vanaf 1968 was er twintig jaar een winkel op Schiphol. Ook was er kort een filiaal te Alkmaar.

## Ontwerper Paul Bromberg
In 1918 trad meubelontwerper, binnenhuisarchitect en publicist Paul Bromberg (1893-1949) in dienst. Hij reisde regelmatig naar het buitenland om kunstnijverheid in te kopen, waardoor hij contacten tot stand bracht met buitenlandse ontwerpers in Frankrijk, Duitsland en Oostenrijk. Artikelen van de Wiener Werkstätte waren zeer gewild bij het publiek. In de jaren twintig kwam het bedrijf door deze internationale aanpak tot bloei, culminerend in de Exposition International des Arts Décoratifs et Industriels Modernes in Parijs. Metz & Co werd daardoor toonaangevend in Nederland op het gebied van woninginrichting en moderne vormgeving. Bromberg vertegenwoordigde het bedrijf op kunstnijverheidstentoonstellingen.
Publicaties van Metz-meubelen verschenen in binnen- en buitenlandse tijdschriften en boeken. Bromberg ijverde ervoor dat zijn naam als ontwerper steeds vermeld zou worden. Hij was lid van de Nederlandsche Vereeniging voor Ambachts- en Nijverheidskunst (V.A.N.K.), een organisatie die zich reeds vanaf 1904 krachtig inzette voor erkenning van de kunstenaar als ontwerper van kunstnijverheid. In 1924 vertrok hij naar de vooraanstaande meubelfirma H. Pander & Zonen te Den Haag.

## Reclame
Tussen 1926 en 1931 zou Stefan Schlesinger een groot gedeelte van de reclame voor de firma verzorgen. Ook andere bekende ontwerpers zoals Wladimir Bielkine, A.M. Cassandre, Lex Metz en Dick Elffers verzorgden grafische ontwerpen voor Metz & Co.